# Ligne de Lapeyrouse à Volvic
La ligne de Lapeyrouse à Volvic, également surnommée ligne des Combrailles ou ligne de Montluçon à Clermont via Volvic, est une ligne de chemin de fer française à écartement standard non électrifiée reliant Montluçon dans l'Allier à Clermont-Ferrand dans le Puy-de-Dôme.

## Histoire
La ligne entre Lapeyrouse et Saint-Éloy est concédée à la Société civile des houillères de la Roche et à la Société civile des houillères de la Vernade et la Chaux par une convention signée le 20 octobre 1862 entre le ministre des Travaux publics et la compagnie. Cette convention est approuvée à la même date par un décret impérial.
Le 7 septembre 1863 un décret autorise la Compagnie anonyme des houillères et du chemin de fer de Saint-Éloi, qui récupère la concession de la ligne. La Compagnie du chemin de fer de Paris à Orléans (PO) reçoit par une convention signée le 26 juillet 1868 entre le ministre des Travaux publics et la compagnie la concession de la ligne dans l'hypothèse où elle serait rachetée par l'État. Cette convention est approuvée par décret impérial à la même date,. Le 27 mars 1869 un décret impérial approuve le rachat de la concession par l'État et sa cession à la Compagnie du chemin de fer de Paris à Orléans.
La section de Lapeyrouse à Saint-Éloy-les-Mines ouvre en 1865, puis au trafic voyageurs le 19 juin 1871.
La loi du 17 juillet 1879 (dite plan Freycinet) portant classement de 181 lignes de chemin de fer dans le réseau des chemins de fer d’intérêt général retient en n° 106, une ligne de « Saint-Éloi au col de Vauriat et raccordement du col de Gouttières à la ligne de Montluçon à Eygurande ». Cet ensemble est déclaré d'utilité publique par une loi le 22 juillet 1881.
La Compagnie du chemin de fer de Paris à Orléans obtient par une convention signée avec le ministre des Travaux publics le 17 juin 1892 la concession à titre définitif de la ligne de Saint-Éloy à Pauniat (cette dernière localité étant un hameau à proximité de Volvic). Cette convention est entérinée par une loi le 20 mars 1893. C'est l'ingénieur des ponts et chaussées Albert de Préaudeau qui est chargé des études et travaux de cette ligne.
Le tronçon de Saint-Éloy-les-Mines à Saint-Gervais est ouvert le 8 juin 1902, celui des Ancizes à Volvic en 1908 et enfin celui de Saint-Gervais aux Ancizes en 1909. C'est sur cette dernière section que se trouve le viaduc des Fades, inauguré un dimanche, à l'époque le « plus haut viaduc du monde ».

## Tracé
La ligne suit dans un premier temps la vallée du Lamaron pour atteindre la gare de Commentry, où s'embranche la ligne de Montluçon à Moulins (fermée au trafic voyageurs depuis les années 1970 et coupée au niveau de Chavenon). Suivant ensuite le cours de l'Œil elle arrive à Lapeyrouse, gare de bifurcation avec l'autre ligne de Montluçon à Clermont, à savoir celle qui passe par Gannat (toujours en activité). C'est la fin de la double voie. La ligne met ensuite cap au sud pour desservir Saint-Éloy-les-Mines puis Saint-Gervais-d'Auvergne. Continuant dans la même direction, elle enjambe la vallée de la Sioule par le viaduc des Fades, offrant un panorama splendide. S'ensuivent plusieurs tunnels pour aboutir à la gare des Ancizes, où la ligne oblique vers le sud-est. 6 km avant la gare de Volvic, elle rejoint la ligne Clermont-Ferrand - Ussel. À partir de cette bifurcation la ligne est à nouveau à double voie, et ce jusqu'à Clermont-Ferrand, desservant au passage les gares de Volvic, Durtol-Nohanent, Royat-Chamalières et Clermont-la-Rotonde.
Comme sur d'autres lignes secondaires l'entretien est assuré au minimum et aucun investissement lourd n'a été réalisé depuis des années. En conséquence les ralentissements se sont multipliés et la desserte, bien qu'assurée par du matériel très moderne (X 73500), est devenue de plus en plus inattractive, se limitant à la fin à trois aller-retours par jour (un seul le dimanche).

## Fermeture
L'exploitation ferroviaire est suspendue « pour raisons de sécurité » le 8 décembre 2007, eu égard au mauvais état de la voie, et toutes les circulations transférées sur route. La ligne est restée fermée depuis cette date.

## Avenir
(mars 2019).
L'avenir de la ligne est aujourd'hui incertain. En effet celle-ci n'est pas incluse dans le Plan Rail Auvergne, un plan de régénération du réseau ferroviaire cofinancé par la région, l'État et RFF. Le SMADC (Syndicat Mixte d'Aménagement et de Développement des Combrailles) s'est un temps engagé pour la réouverture de la ligne, à ce jour (avril 2009) on ne trouve cependant plus d'information à ce sujet sur leur site internet.
Il est certain qu'une reprise de l'exploitation dans les conditions qui ont immédiatement précédé son arrêt ne serait pas satisfaisante (lenteur, etc.), et que de lourds travaux de régénération sont indispensables. Autrement dit la balle est aujourd'hui dans le camp du politique, et notamment de l'État à qui incombe (via RFF) la charge de l'entretien du réseau ferré national.
À défaut d'une reprise de l'exploitation de type TER, la ligne, de par ses paysages, a un potentiel touristique non négligeable, qui pourrait être mis en valeur par un service de train touristique ou de vélorail (cette dernière variante nécessitant des investissements beaucoup moins lourds).
D'ores et déjà, un vélorail a ouvert en 2016 sur la première partie de la ligne. Le vélorail des Combrailles circule entre les gares de Lapeyrouse et de Saint-Éloy-les-Mines, soit 17 km aller-retour.
Un autre vélorail est en activité depuis 2020 grâce au tirage de l'édition 2019 du Loto du patrimoine. Le trajet débute depuis l'ancienne gare des Ancizes jusqu'au viaduc des Fades, soit 15 km aller-retour. Le retournement se fait sur le viaduc.